# بخش مون
بخش مون (به انگلیسی: Mon district) یک بخش در هند است که در ناگالند واقع شده‌است. بخش مون ۲۵۰٬۶۷۱ نفر جمعیت دارد.